# Danh sách tập phim Thám tử lừng danh Conan (2016 – nay)
Danh sách tập phim Thám tử lừng danh Conan (2016 – nay) bao gồm các tập phim từ năm 2016 đến nay của Thám tử lừng danh Conan – loạt anime dựa trên manga cùng tên của họa sĩ Aoyama Gōshō.
Loạt phim Thám tử lừng danh Conan được sản xuất bởi TMS Entertainment và Yomiuri Telecasting Corporation với tổng đạo diễn là Kodama Kenji và Yamamoto Yasuichiro, với nội dung xoay quanh thám tử trung học Kudo Shinichi bị teo nhỏ thành một đứa trẻ sau khi uống phải thuốc độc APTX 4869 của Tổ chức Áo đen. Cậu lấy tên giả là Edogawa Conan, sinh sống cùng gia đình ông Mori và phá giải nhiều vụ án hằng ngày và đợi đánh bại Tổ chức Áo đen. Tại Nhật Bản, loạt phim bắt đầu trình chiếu từ ngày 8 tháng 1 năm 1996 đến nay trên Nippon Television Network System. Đã có hơn 1100 tập đã được phát sóng tại Nhật Bản, giúp Thám tử lừng danh Conan là một trong 50 loạt phim anime có tổng số tập nhiều nhất. Năm 2010, Yomiuri Telecasting Corporation bắt đầu cung cấp các tập trên nền tảng video-on-demand. Sau đó loạt phim cũng được chuyển thể thành các phim điện ảnh, OVA, các tập truyền hình đặc biệt dưới tựa Lupin III VS Meitantei Konan và năm 2016 nhân kỉ niệm 20 năm ra mắt, tập 1 anime được làm lại với chất lượng hình ảnh, âm thanh tốt hơn với tựa Thám tử lừng danh Conan – Episode One: Ngày thám tử bị teo nhỏ. Nhà cung cấp ca khúc chủ đề ban đầu cho loạt phim là Universal Music Group, họ đã cho ra mắt hai ca khúc mở đầu và kết thúc đầu tiên và người cung cấp hiện tại là Being Incorporated.
Năm 2003, 104 tập đầu được cấp phép phát hành tại Bắc Mỹ bởi Funimation với tên Case Closed và bắt đầu trình chiếu trong khung giờ Adult Swim của Cartoon Network từ ngày 24 tháng 5 năm 2004; tuy nhiên chỉ có 50 tập được cấp phép từ Funimation do lượng người xem thấp. Kênh truyền hình Canada YTV quyết đinh mua bản quyền và phát sóng 22 tập từ 7 tháng 4 năm 2006 đến ngày 2 tháng 9 năm 2006, sau đó ngừng phát sóng. Funimation làm sẵn các tập và phát sóng trên Funimation Channel từ tháng 11 năm 2005 và một thời gian ngắn trên Colours TV trước khi Funimation Channel thành lập. Funimation bắt đầu bắt đầu phát trực tuyến các tập từ tháng 3 năm 2013 trên website của họ. Một chuyển thể tiếng Anh riêng biệt của loạt  phim phát trên Animax Asia tại Philippines bắt đầu từ ngày 18 tháng 1 năm 2006 với tên Detective Conan. Tuy nhiên chỉ có 52 tập được phát sóng và sau đó được chiếu lại, cho đến ngày 7 tháng 8 năm 2006 ngừng phát sóng. Thám tử lừng danh Conan cũng ra mắt trong các ngôn ngữ khác như tiếng Pháp, tiếng Đức và tiếng Ý. Tính đến cuối năm 2018, anime Thám tử lừng danh Conan đã được phát sóng hơn 40 quốc gia trên thế giới. Tại Việt Nam, loạt phim anime được trình chiếu trên kênh truyền hình HTV3 lần đầu ngày 26 tháng 12 năm 2009. Tuy nhiên chỉ có 100 tập được chiếu đi chiếu lại trong nhiều năm liền mãi cho đến ngày 6 tháng 1 năm 2017 các tập tiếp theo của loạt phim được kênh mua bản quyền phát sóng tiếp & phát sóng cho đến tập 440. Về sau các tập này được POPS Worldwide mua bản quyền trình chiếu lại trên nền tảng kỹ thuật số đồng thời tiếp nối phát sóng thêm các tập tiếp theo. Một số tập bị bỏ qua không rõ lý do.
Mặc dù Cartoon Network đã ngưng đặt hàng các tập nhưng Funimation vẫn tiếp tục lồng tiếng loạt phim phát hành trong định dạng direct-to-DVD và các tập từ 1–4 hay 53–83 được ra mắt trong 11 vol DVD từ ngày 24 tháng 8 năm 2004 đến 26 tháng 7 năm 2005. Funimation sau đó tái thiết kế chúng thành các đĩa DVD và các tập từ 1–52 được phát hành trong 8 vol DVD từ ngày 21 tháng 2 năm 2006 đến 29 tháng 5 năm 2007. Sau đó loạt phim này được ra mắt trong định dạng DVD Box 5 mùa từ ngày 22 tháng 7 năm 2008 đến 12 tháng 5 năm 2009 bao gồm 130 tập. Các hộp đĩa theo mùa sau đó được tái phát hành dưới dạng một phần phiên bản Viridian của Funimation từ ngày 14 tháng 7 năm 2009 đến 23 tháng 3 năm 2010. Sau đó chúng được tiếp tục tái phát hành dưới dạng một phần của phiên bản Super Amazing Value (S.A.V.E.) vào ngày 23 tháng 7 năm 2013.

## Tổng quan
| Tên | Tên | Tên                                | Số tập | Ngày phát sóng gốc                   | Ngày phát sóng tiếng Việt            |
| --- | --- | ---------------------------------- | ------ | ------------------------------------ | ------------------------------------ |
|     | 1   | Conan Arc (Tập 1 - 128)            | 128    | 8 tháng 1, 1996 – 14 tháng 12, 1998  | 26 tháng 12, 2009 – 30 tháng 1, 2017 |
|     | 2   | Haibara Arc (Tập 129 - 175)        | 47     | 4 tháng 1, 1999 – 10 tháng 1, 2000   | 31 tháng 1, 2017 – 14 tháng 4, 2017  |
|     | 3   | Vermouth Arc (Tập 176 - 345)       | 170    | 17 tháng 1, 2000 – 5 tháng 1, 2004   | 17 tháng 4, 2017 – 22 tháng 2, 2018  |
|     | 4   | Cell Phone Arc (Tập 346 - 424)     | 79     | 12 tháng 1, 2004 – 19 tháng 12, 2005 | 23 tháng 2, 2018 – 25 tháng 7, 2019  |
|     | 5   | Kir Arc (Tập 425 - 508)            | 84     | 9 tháng 1, 2006 – 7 tháng 7, 2008    | 26 tháng 7, 2019 – 18 tháng 4, 2022  |
|     | 6   | Bourbon & Akai Arc (Tập 509 - 783) | 275    | 14 tháng 7, 2008 – 27 tháng 6, 2015  | 19 tháng 4, 2022 – 19 tháng 12, 2024 |
|     | 7   | Rum Arc (Tập 784 - nay)            | 350+   | 11 tháng 7, 2015 – TBA               | 20 tháng 12, 2024 – TBA              |

## Danh sách tập
Phần trước: Danh sách tập phim Thám tử lừng danh Conan (2006 – 2015)

### Năm 2016
| #JP | #VN     | Tên tập phim | Ngày phát sóng gốc   | Ngày phát sóng tiếng Việt                           |
| --- | ------- | --- | -------------------- | --------------------------------------------------- |
| 804 | 857–858 | "Bí ẩn màn kịch Kabuki Số 18 của Conan và Ebizo (Phần đầu) 1 tiếng" "Konan to Ebizō Kabuki Ohako Misuterī (Zenpen)" (コナンと海老蔵 歌舞伎十八番ミステリー (前編)) | 9 tháng 1 năm 2016   | 9 tháng 1, 2025 (Phần 1) 10 tháng 1, 2025 (Phần 2)  |
| 805 | 859–860 | "Bí ẩn màn kịch Kabuki Số 18 của Conan và Ebizo (Phần cuối) 1 tiếng" "Konan to Ebizō Kabuki Ohako Misuterī (Kōhen)" (コナンと海老蔵 歌舞伎十八番ミステリー (後編)) | 16 tháng 1 năm 2016  | 11 tháng 1, 2025 (Phần 3) 12 tháng 1, 2025 (Phần 4) |
| 806 | 861     | "Ảo giác của diễn viên nói giọng bụng (Phần đầu)" "Fukuwajutsushishi no Sakkaku (Zenpen)" (腹話術氏師の錯覚 (前編))                                                | 30 tháng 1 năm 2016  | 13 tháng 1 năm 2025                                 |
| 807 | 862     | "Ảo giác của diễn viên nói giọng bụng (Phần cuối)" "Fukuwajutsushishi no Sakkaku (Kōhen)" (腹話術氏師の錯覚 (後編))                                                | 6 tháng 2 năm 2016   | 14 tháng 1 năm 2025                                 |
| 808 | 863     | "Nhà trọ Kamaitachi (Phần đầu)" "Kamaitachi no Yado (Zenpen)" (かまいたちの宿 (前編))                                                                              | 13 tháng 2 năm 2016  | 15 tháng 1 năm 2025                                 |
| 809 | 864     | "Nhà trọ Kamaitachi (Phần cuối)" "Kamaitachi no Yado (Kōhen)" (かまいたちの宿 (後編))                                                                              | 20 tháng 2 năm 2016  | 16 tháng 1 năm 2025                                 |
| 810 | 865     | "Góc khuất của cảnh sát tỉnh (Phần đầu)" "Kenkei no Kuroi Yami (Zenpen)" (県警の黒い闇 (前編))                                                                     | 27 tháng 2 năm 2016  | 17 tháng 1 năm 2025                                 |
| 811 | 866     | "Góc khuất của cảnh sát tỉnh (Phần giữa)" "Kenkei no Kuroi Yami (Chūhen)" (県警の黒い闇 (中編))                                                                    | 5 tháng 3 năm 2016   | 18 tháng 1 năm 2025                                 |
| 812 | 867     | "Góc khuất của cảnh sát tỉnh (Phần cuối)" "Kenkei no Kuroi Yami (Kōhen)" (県警の黒い闇 (後編))                                                                     | 12 tháng 3 năm 2016  | 19 tháng 1 năm 2025                                 |
| 813 | 868     | "Bóng dáng rình mò phía sau Amuro" "Amuro ni Shinobiyoru Kage" (安室に忍び寄る影)                                                                                  | 16 tháng 4 năm 2016  | 20 tháng 1 năm 2025                                 |
| 814 | 869     | "Vụ án căn phòng của nữ diễn viên kiêm blogger (Phần đầu)" "Burogu Joyū no Misshitsu Jiken (Zenpen)" (ブログ女優の密室事件 (前編))                                 | 23 tháng 4 năm 2016  | 21 tháng 1 năm 2025                                 |
| 815 | 870     | "Vụ án căn phòng của nữ diễn viên kiêm blogger (Phần cuối)" "Burogu Joyū no Misshitsu Jiken (Kōhen)" (ブログ女優の密室事件 (後編))                                 | 30 tháng 4 năm 2016  | 22 tháng 1 năm 2025                                 |
| 816 | 871     | "Xin lỗi nhiều nha, người ngoài hành tinh tốt bụng" "Zan'nen de Yasashii Uchūjin" (残念でやさしい宇宙人)                                                           | 7 tháng 5 năm 2016   | 23 tháng 1 năm 2025                                 |
| 817 | 872     | "Vị hôn thê biến mất" "Kieta Fianse" (消えたフィアンセ) | 14 tháng 5 năm 2016  | 24 tháng 1 năm 2025                                 |
| 818 | 873     | "Kogoro giận dữ và màn truy đuổi kịch liệt (Phần đầu)" "Kogorō, Ikari no Daitsuiseki (Zenpen)" (小五郎、怒りの大追跡(前編))                                        | 21 tháng 5 năm 2016  | 25 tháng 1 năm 2025                                 |
| 819 | 874     | "Kogoro giận dữ và màn truy đuổi kịch liệt (Phần cuối)" "Kogorō, Ikari no Daitsuiseki (Kōhen)" (小五郎、怒りの大追跡(後編))                                        | 28 tháng 5 năm 2016  | 26 tháng 1 năm 2025                                 |
| 820 | 875     | "7 người trong phòng chờ" "Machiaishitsu no Nana-nin" (待合室の7人)                                                                                                | 4 tháng 6 năm 2016   | 27 tháng 1 năm 2025                                 |
| 821 | 876     | "Bí mật ẩn giấu phía sau chùa Dongara" "Dongara-ji ga Kakusu Himitsu" (曇柄寺が隠す秘密)                                                                           | 11 tháng 6 năm 2016  | 28 tháng 1 năm 2025                                 |
| 822 | 877     | "Nghi phạm là một cặp đôi nổi tiếng (Phần đầu)" "Yōgisha wa Netsuai Kappuru (Zenpen)" (容疑者は熱愛カップル (前編))                                                | 18 tháng 6 năm 2016  | 29 tháng 1 năm 2025                                 |
| 823 | 878     | "Nghi phạm là một cặp đôi nổi tiếng (Phần cuối)" "Yōgisha wa Netsuai Kappuru (Kōhen)" (容疑者は熱愛カップル(後編))                                                 | 25 tháng 6 năm 2016  | 30 tháng 1 năm 2025                                 |
| 824 | 879     | "Nơi trú mưa của đội thám tử nhí" "Shōnen Tantei-dan no Amayadori" (少年探偵団の雨宿り)                                                                            | 9 tháng 7 năm 2016   | 31 tháng 1 năm 2025                                 |
| 825 | 880     | "Vụ án dòng thủy triều ngược trong công viên" "Shio-iri Kōen Gyakuten Jiken" (潮入り公園逆転事件)                                                                  | 16 tháng 7 năm 2016  | 1 tháng 2 năm 2025                                  |
| 826 | 881     | "Mĩ nhân, lời nói dối và bí mật" "Bijo to Uso to Himitsu" (美女とウソと秘密)                                                                                       | 23 tháng 7 năm 2016  | 2 tháng 2 năm 2025                                  |
| 827 | 882     | "Món Ramen ngon chết người lần 2 (Phần đầu)" "Shinu Hodo Umai Rāmen 2 (Zenpen)" (死ぬほど美味いラーメン２ (前編))                                                  | 30 tháng 7 năm 2016  | 3 tháng 2 năm 2025                                  |
| 828 | 883     | "Món Ramen ngon chết người lần 2 (Phần cuối)" "Shinu Hodo Umai Rāmen 2 (Kōhen)" (死ぬほど美味いラーメン２ (後編))                                                  | 6 tháng 8 năm 2016   | 4 tháng 2 năm 2025                                  |
| 829 | 884     | "Cậu bé kỳ lạ" "Fushiginashōnen" (不思議な少年) | 13 tháng 8 năm 2016  | 5 tháng 2 năm 2025                                  |
| 830 | 885     | "Biệt thự bị thây ma bao vây (Phần đầu)" "Zombi ga Kakomu Bessō (Zenpen)" (ゾンビが囲む別荘 (前編))                                                                | 3 tháng 9 năm 2016   | 6 tháng 2 năm 2025                                  |
| 831 | 886     | "Biệt thự bị thây ma bao vây (Phần giữa)" "Zombi ga Kakomu Bessō (Chūhen)" (ゾンビが囲む別荘 (中編))                                                               | 10 tháng 9 năm 2016  | 7 tháng 2 năm 2025                                  |
| 832 | 887     | "Biệt thự bị thây ma bao vây (Phần cuối)" "Zombi ga Kakomu Bessō (Kōhen)" (ゾンビが囲む別荘 (後 編))                                                               | 17 tháng 9 năm 2016  | 8 tháng 2 năm 2025                                  |
| 833 | 888     | "Điểm yếu của thám tử lừng danh" "Meitantei ni Jakuten Ari" (名探偵に弱点あり)                                                                                     | 24 tháng 9 năm 2016  | 9 tháng 2 năm 2025                                  |
| 834 | 889     | "Người đàn ông chết hai lần (Phần đầu)" "Ni-do Shinda Otoko (Zenpen)" (二度死んだ男（前編）)                                                                       | 1 tháng 10 năm 2016  | 10 tháng 2 năm 2025                                 |
| 835 | 890     | "Người đàn ông chết hai lần (Phần cuối)" "Ni-do Shinda Otoko (Kōhen)" (二度死んだ男（後編）)                                                                       | 8 tháng 10 năm 2016  | 11 tháng 2 năm 2025                                 |
| 836 | 891     | "Ban nhạc nữ và những mối quan hệ xấu (Phần đầu)" "Naka no Warui Gaaruzu Bando (Zenpen)" (仲の悪いガールズバンド（前編）)                                          | 15 tháng 10 năm 2016 | 12 tháng 2 năm 2025                                 |
| 837 | 892     | "Ban nhạc nữ và những mối quan hệ xấu (Phần cuối)" "Naka no Warui Gaaruzu Bando (Kōhen)" (仲の悪いガールズバンド（後編）)                                          | 22 tháng 10 năm 2016 | 13 tháng 2 năm 2025                                 |
| 838 | 893     | "Vụ án kỳ bí trên khinh khí cầu" "Funwari Kikyū de Kaijiken" (ふんわり気球で怪事件)                                                                                | 5 tháng 11 năm 2016  | 14 tháng 2 năm 2025                                 |
| 839 | 894     | "Giọng nói của Yêu Tinh Mũi Dài" "Tengu no Koe ga Kikoeru" (天狗の声が聞こえる)                                                                                    | 12 tháng 11 năm 2016 | 15 tháng 2 năm 2025                                 |
| 840 | 895     | "Món quà cuối cùng" "Saigo no Okurimono" (最後の贈り物) | 19 tháng 11 năm 2016 | 16 tháng 2 năm 2025                                 |
| 841 | 896     | "Trạm dừng xe buýt ngày mưa" "Ame no Kōsaten" (雨の交差点) | 26 tháng 11 năm 2016 | 17 tháng 2 năm 2025                                 |
| 842 | 897     | "Con đường tách biệt của ngày lái xe" "Doraibudēto no Wakaremichi" (ドライブデートの別れ道)                                                                        | 10 tháng 12 năm 2016 | 18 tháng 2 năm 2025                                 |
| 843 | 898     | "Đội thám tử nhí kẹt trong mớ bòng bong (Phần đầu)" "Tantei-dan wa Yabu no Naka (Zenpen)" (探偵団はヤブの中（前編）)                                               | 17 tháng 12 năm 2016 | 19 tháng 2 năm 2025                                 |
| 844 | 899     | "Đội thám tử nhí kẹt trong mớ bòng bong (Phần cuối)" "Tantei-dan wa Yabu no Naka (Kōhen)" (探偵団はヤブの中（後編）)                                               | 24 tháng 12 năm 2016 | 20 tháng 2 năm 2025                                 |

### Năm 2017
| #JP | #VN | Tên tập phim | Ngày phát sóng gốc    | Ngày phát sóng tiếng Việt |
| --- | --- | --- | --------------------- | ------------------------- |
| 845 | 900 | "Conan rơi vào nơi tối tăm nhất của sự tuyệt vọng (Phần đầu)" "Zettai Zetsumei Kurayami no Conan (Zenpen)" (絶体絶命暗闇のコナン (前編))  | 7 tháng 1 năm 2017    | 21 tháng 2 năm 2025       |
| 846 | 901 | "Conan rơi vào nơi tối tăm nhất của sự tuyệt vọng (Phần cuối)" "Zettai Zetsumei Kurayami no Conan (Kōhen)" (絶体絶命暗闇のコナン（後編）) | 14 tháng 1 năm 2017   | 22 tháng 2 năm 2025       |
| 847 | 902 | "Vụ án UFO khó nhằn của Chiba (Phần đầu)" "Chiba no Yūfō Nanjiken (Zenpen)" (千葉のUFO難事件 (前編))                                      | 28 tháng 1 năm 2017   | 23 tháng 2 năm 2025       |
| 848 | 903 | "Vụ án UFO khó nhằn của Chiba (Phần cuối)" "Chiba no Yūfō Nanjiken (Kōhen)" (千葉のUFO難事件 (後編))                                      | 4 tháng 2 năm 2017    | 24 tháng 2 năm 2025       |
| 849 | 904 | "Mật khẩu của giấy đăng ký kết hôn (Phần đầu)" "Kon'intodoke no Pasuwādo (Zenpen)" (婚姻届のパスワード (前編))                            | 11 tháng 2 năm 2017   | 25 tháng 2 năm 2025       |
| 850 | 905 | "Mật khẩu của giấy đăng ký kết hôn (Phần cuối)" "Kon'intodoke no Pasuwādo (Kōhen)" (婚姻届のパスワード (後編))                            | 18 tháng 2 năm 2017   | 26 tháng 2 năm 2025       |
| 851 | 906 | "Chuyến tham quan địa ngục tình yêu (Phần Beppu)" "Koi no Jigoku-meguri Tsuā (Beppu-hen)" (恋の地獄めぐりツアー（別府編）)                | 4 tháng 3 năm 2017    | 27 tháng 2 năm 2025       |
| 852 | 907 | "Chuyến tham quan địa ngục tình yêu (Phần Ooita)" "Koi no Jigoku-meguri Tsuā (Ōoita-hen)" (恋の地獄めぐりツアー（大分編）)                | 11 tháng 3 năm 2017   | 28 tháng 2 năm 2025       |
| 853 | 908 | "Hồi ức về lớp hoa anh đào (Bé Ran)" "Sakura-gumi no Omoide (Ran Gāru)" (サクラ組の思い出（蘭GIRL）)                                      | 18 tháng 3 năm 2017   | 1 tháng 3 năm 2025        |
| 854 | 909 | "Hồi ức về lớp hoa anh đào (Nhóc Shinichi)" "Sakura-gumi no Omoide (Shin'ichi Bōi)" (サクラ組の思い出（新一BOY）)                         | 25 tháng 3 năm 2017   | 2 tháng 3 năm 2025        |
| 855 | 910 | "Bí ẩn về chiếc đai đen biến mất" "Kieta Kuroobi no Nazo" (消えた黒帯の謎)                                                                | 15 tháng 4 năm 2017   | 3 tháng 3 năm 2025        |
| 856 | 911 | "Bí mật của cặp đôi nổi tiếng" "Serebu Fūfu no Himitsu" (セレブ夫婦の秘密)                                                                | 22 tháng 4 năm 2017   | 4 tháng 3 năm 2025        |
| 857 | 912 | "Bí ẩn đảo ngược nhiều lần ở phố Beika (Phần đầu)" "Beika-chō Niten-santen Misuterī (Zenpen)" (米花町二転三転ミステリー（前編）)          | 29 tháng 4 năm 2017   | 5 tháng 3 năm 2025        |
| 858 | 913 | "Bí ẩn đảo ngược nhiều lần ở phố Beika (Phần cuối)" "Beika-chō Niten-santen Misuterī (Kōhen)" (米花町二転三転ミステリー（後編）)          | 6 tháng 5 năm 2017    | 6 tháng 3 năm 2025        |
| 859 | 914 | "Con đường núi tăm tối" "Kurayami no Sangaku Rūto" (暗闇の山岳ルート)                                                                     | 13 tháng 5 năm 2017   | 7 tháng 3 năm 2025        |
| 860 | 915 | "Cạm bẫy của hệ thống an ninh" "Bōhan Shisutemu no Otoshiana" (防犯システムの落とし穴)                                                    | 20 tháng 5 năm 2017   | 8 tháng 3 năm 2025        |
| 861 | 916 | "Hiện trường giống như 17 năm trước (Phần đầu)" "Jūnananen-mae to Onaji Genba (Zenpen)" (17年前と同じ現場 (前編))                         | 3 tháng 6 năm 2017    | 9 tháng 3 năm 2025        |
| 862 | 917 | "Hiện trường giống như 17 năm trước (Phần cuối)" "Jūnananen-mae to Onaji Genba (Kōhen)" (17年前と同じ現場 (後編))                         | 10 tháng 6 năm 2017   | 10 tháng 3 năm 2025       |
| 863 | 918 | "Vụ án sát hại thám tử ngoại cảm (Phần đầu)" "Reikon Tantei Satsugai Jiken (Zenpen)" (霊魂探偵殺害事件 (前篇))                            | 17 tháng 6 năm 2017   | 11 tháng 3 năm 2025       |
| 864 | 919 | "Vụ án sát hại thám tử ngoại cảm (Phần cuối)" "Reikon Tantei Satsugai Jiken (Kohen)" (霊魂探偵殺害事件(後編))                             | 24 tháng 6 năm 2017   | 12 tháng 3 năm 2025       |
| 865 | 920 | "Chú chim nhồng xấu mồm xấu miệng" "Kuchi no Warui Kyūkanchō" (口の悪い九官鳥)                                                            | 8 tháng 7 năm 2017    | 13 tháng 3 năm 2025       |
| 866 | 921 | "Sân khấu của kẻ phản bội (Phần đầu)" "Uragiri no Sutēji (Zenpen)" (裏切りのステージ（前編）)                                             | 15 tháng 7 năm 2017   |                           |
| 867 | 922 | "Sân khấu của kẻ phản bội (Phần cuối)" "Uragiri no Sutēji (Kōhen)" (裏切りのステージ (後編))                                              | 22 tháng 7 năm 2017   |                           |
| 868 | 923 | "Có thể nghe thấy tiếng còi trong tiệm sách cũ" "Kiteki no Kikoeru Koshoten" (汽笛の聞こえる古書店)                                       | 29 tháng 7 năm 2017   |                           |
| 869 |     | "Conan biến mất bên vách đá (Phần đầu)" "Dangai ni Kieta Conan (Zenpen)" (断崖に消えたコナン（前編）)                                     | 5 tháng 8 năm 2017    |                           |
| 870 |     | "Conan biến mất bên vách đá (Phần cuối)" "Dangai ni Kieta Conan (Kōhen)" (断崖に消えたコナン（後編）)                                     | 12 tháng 8 năm 2017   |                           |
| 871 |     | "Vụ án Nobunaga 450" "Nobunaga Yon-gō-maru Jiken" (ノブナガ四五〇事件)                                                                    | 2 tháng 9 năm 2017    |                           |
| 872 |     | "Conan, Heiji và truyền thuyết về Nue (Phần tiếng hú)" "Conan to Heiji no Nue Densetsu (Nakigoe-hen)" (コナンと平次の鵺伝説（鳴声編）)    | 9 tháng 9 năm 2017    |                           |
| 873 |     | "Conan, Heiji và truyền thuyết về Nue (Phần móng vuốt)" "Conan to Heiji no Nue Densetsu (Tsumeato-hen)" (コナンと平次の鵺伝説（爪跡編）)  | 16 tháng 9 năm 2017   |                           |
| 874 |     | "Conan, Heiji và truyền thuyết về Nue (Phần phá án)" "Conan to Heiji no Nue Densetsu (Kaiketsu-hen)" (コナンと平次の鵺伝説（解決編）)     | 23 tháng 9 năm 2017   |                           |
| 875 |     | "Đức Phật tiên tri bí ẩn" "Fushigi na Yochi Butsuzō" (不思議な予知仏像)                                                                   | 30 tháng 9 năm 2017   |                           |
| 876 |     | "Nhân chứng máy móc" "Kikai-jikake no Mokugekisha" (機械じかけの目撃者)                                                                   | 7 tháng 10 năm 2017   |                           |
| 877 |     | "Cặp đôi hoàn cảnh" "Kōsa-suru Unmei no Futari" (交差する運命の二人)                                                                      | 14 tháng 10 năm 2017  |                           |
| 878 |     | "Điểm mù trong phòng thử đồ (Phần đầu)" "Shichakushitsu no Shikaku (Zenpen)" (試着室の死角（前編）)                                       | 21 tháng 10 năm 2017  |                           |
| 879 |     | "Điểm mù trong phòng thử đồ (Phần cuối)" "Shichakushitsu no Shikaku (Kōhen)" (試着室の死角（後編）)                                       | 4 tháng 11 năm 2017   |                           |
| 880 |     | "Đội thám tử nhí và ngôi nhà ma ám" "Tantei-dan to Yūrei Yakata" (探偵団と幽霊館)                                                         | 11 tháng 11 năm 2017  |                           |
| 881 |     | "Thầy phù thủy của những cơn sóng (Phần đầu)" "Sazanami no Mahōtsukai (Zenpen)" (さざ波の魔法使い（前編）)                                | 18 tháng 11 năm 2017  |                           |
| 882 |     | "Thầy phù thủy của những cơn sóng (Phần cuối)" "Sazanami no Mahōtsukai (Kōhen)" (さざ波の魔法使い（後編）)                                | 25 tháng 11 năm 2017  |                           |
| 883 |     | "Kẻ đánh bom bước ra từ cuốn sách (Phần đầu)" "Ehon Kara Tobidasu Bakudan Ma (Zenpen)" (絵本から飛び出す爆弾魔（前編）)                   | 2 tháng 12 năm 2017》 |                           |
| 884 |     | "Kẻ đánh bom bước ra từ sách hình (Phần cuối)" "Ehon Kara Tobidasu Bakudan Ma (Kōhen)" (絵本から飛び出す爆弾魔（後編）)                   | 9 tháng 12 năm 2017   |                           |
| 885 |     | "Giải quyết bí ẩn trong quán Poirot (Phần đầu)" "Nazotoki Wa Kissa Poaro De (Zenpen)" (謎解きは喫茶ポアロで（前編）)                      | 16 tháng 12 năm 2017  |                           |
| 886 |     | "Giải quyết bí ẩn trong quán Poirot (Phần cuối)" "Nazotoki Wa Kissa Poaro De (Kōhen)" (謎解きは喫茶ポアロで（後編）)                      | 23 tháng 12 năm 2017  |                           |

### Năm 2018
| #   | Tên tập phim | Ngày phát sóng gốc   | Ngày phát sóng tiếng Việt |
| --- | --- | -------------------- | ------------------------- |
| 887 | "Chiếc hộp ma thuật của Kaitou Kid (Phần đầu)" "Kaitō Kiddo no Karakuribako (Zenpen)" (怪盗キッドの絡繰箱（前編）)                | 6 tháng 1 năm 2018   |                           |
| 888 | "Chiếc hộp ma thuật của Kaitou Kid (Phần cuối)" "Kaitō Kiddo no Karakuribako (Kōhen)" (怪盗キッドの絡繰箱（後編）)                | 13 tháng 1 năm 2018  |                           |
| 889 | "Vụ án bộ hài cốt và phó chủ nhiệm mới (Phần đầu)" "Shinnin Kyōshi no Gaikotsu Jiken (Zenpen)" (新任教師の骸骨事件（前編）)       | 20 tháng 1 năm 2018  |                           |
| 890 | "Vụ án bộ hài cốt và phó chủ nhiệm mới (Phần cuối)" "Shinnin Kyōshi no Gaikotsu Jiken (Kōhen)" (新任教師の骸骨事件（後編）)       | 27 tháng 1 năm 2018  |                           |
| 891 | "Bí ẩn về Bakumatsu Ishin (Phần Yamaguchi)" "Bakumatsu Ishin Misuterī Tsuā (Yamaguchi-hen)" (幕末維新ミステリーツアー（山口編）)  | 3 tháng 2 năm 2018   |                           |
| 892 | "Bí ẩn về Bakumatsu Ishin (Phần Hagi)" "Bakumatsu Ishin Misuterī Tsuā (Hagi-hen)" (幕末維新ミステリーツアー（萩編）)              | 10 tháng 2 năm 2018  |                           |
| 893 | "Bí ẩn của nhà hàng ngàn sao" "Hoshitsuki Resutoran no Nazo" (星付きレストランの謎)                                               | 24 tháng 2 năm 2018  |                           |
| 894 | "Màn trình diễn suy luận phong cách Tokyo (Phần đầu)" "Tonari no Edomae Suiri Shō (Zenpen)" (となりの江戸前推理ショー（前編）)    | 3 tháng 3 năm 2018   |                           |
| 895 | "Màn trình diễn suy luận phong cách Tokyo (Phần cuối)" "Tonari no Edomae Suiri Shō (Kōhen)" (となりの江戸前推理ショー（後編）)    | 10 tháng 3 năm 2018  |                           |
| 896 | "Người phụ nữ với cánh tay trắng xóa (Phần đầu)" "Shiroi Te no Onna (Zenpen)" (白い手の女（前編）)                                | 17 tháng 3 năm 2018  |                           |
| 897 | "Người phụ nữ với cánh tay trắng xóa (Phần cuối)" "Shiroi Te no Onna (Kōhen)" (白い手の女（後編）)                                | 24 tháng 3 năm 2018  |                           |
| 898 | "Cái bánh bị tan chảy" "Kēki ga toketa!" (ケーキが溶けた！)                                                                       | 7 tháng 4 năm 2018   |                           |
| 899 | "Tiếng hét của hung thủ thật sự" "Shinhan'nin no Sakebigoe" (真犯人の叫び声)                                                      | 28 tháng 4 năm 2018  |                           |
| 900 | "Màn trình diễn giải bí ẩn trong căn phòng khóa kín" "Misshitsu no Nazotoki Shō" (密室の謎解きショウ)                             | 5 tháng 5 năm 2018   |                           |
| 901 | "Tín hiệu cầu cứu của luật sư Kisaki (Phần đầu)" "Kisaki-bengoshi esu-ō-esu (Zenpen)" (妃弁護士SOS（前編）)                       | 12 tháng 5 năm 2018  |                           |
| 902 | "Tín hiệu cầu cứu của luật sư Kisaki (Phần cuối)" "Kisaki-bengoshi esu-ō-esu (Kōhen)" (妃弁護士SOS（後編）)                       | 19 tháng 5 năm 2018  |                           |
| 903 | "Hai người giống nhau nhưng mà lại như chó với mèo" "Nitamono Dōshi ga Ken'en no Naka" (似た者同士が犬猿の仲)                     | 26 tháng 5 năm 2018  |                           |
| 904 | "Kết quả hòa" "Aiuchi no Hate" (相討ちの果て)                                                                                     | 16 tháng 6 năm 2018  |                           |
| 905 | "Lời khai của nhân chứng 7 năm sau (Phần đầu)" "Nanatoshi-go no Mokugeki Shōgen (Zenpen)" (七年後の目撃証言 (前編))               | 23 tháng 6 năm 2018  |                           |
| 906 | "Lời khai của nhân chứng 7 năm sau (Phần cuối)" "Nanatoshi-go no Mokugeki Shōgen (Kōhen)" (七年後の目撃証言 (後編))               | 30 tháng 6 năm 2018  |                           |
| 907 | "Liên minh vệ sĩ J" "J Rīgu no Yōjinbō" (Jリーグの用心棒)                                                                         | 14 tháng 7 năm 2018  |                           |
| 908 | "Tình bạn trôi xuống đáy sông" "Kawadoko ni Nagareta Yūjō" (川床に流れた友情)                                                     | 21 tháng 7 năm 2018  |                           |
| 909 | "Bí ẩn trong túp lều bốc cháy (Phần đầu)" "Moeru Tento no Kai (Zenpen)" (燃えるテントの怪 (前編))                                 | 28 tháng 7 năm 2018  |                           |
| 910 | "Bí ẩn trong túp lều bốc cháy (Phần cuối)" "Moeru Tento no Kai (Kōhen)" (燃えるテントの怪 (後編))                                 | 4 tháng 8 năm 2018   |                           |
| 911 | "Yêu cầu từ thanh tra Megure" "Me kure Keibu Kara no Irai" (目暮警部からの依頼)                                                   | 1 tháng 9 năm 2018   |                           |
| 912 | "Đội thám tử nhí trở thành người mẫu" "Moderu ni Natta Tanteidan" (モデルになった探偵団)                                          | 8 tháng 9 năm 2018   |                           |
| 913 | "Conan bị bắt cóc (Phần đầu)" "Tsuresarareta Conan (Zenpen)" (連れ去られたコナン（前編）)                                         | 15 tháng 9 năm 2018  |                           |
| 914 | "Conan bị bắt cóc (Phần cuối)" "Tsuresarareta Conan (Kōhen)" (連れ去られたコナン (後編))                                          | 22 tháng 9 năm 2018  |                           |
| 915 | "Nữ thám tử trung học Suzuki Sonoko" "Jēkē Tantei Suzuki Sonoko" (JK探偵鈴木園子)                                                 | 29 tháng 9 năm 2018  |                           |
| 916 | "Giải đấu kiếm Kendo của tình yêu và những bí ẩn (Phần đầu)" "Koi to Suiri no Kendō Taikai (Zenpen)" (恋と推理の剣道大会（前編))  | 6 tháng 10 năm 2018  |                           |
| 917 | "Giải đấu kiếm Kendo của tình yêu và những bí ẩn (Phần cuối)" "Koi to Suiri no Kendō Taikai (Kōhen)" (恋と推理の剣道大会（後編）) | 13 tháng 10 năm 2018 |                           |
| 918 | "Cuộc rượt đuổi hoành tráng nhất của xe cảnh sát" "Minipato Porisu Daitsuiseki" (ミニパトポリス大追跡)                            | 27 tháng 10 năm 2018 |                           |
| 919 | "Quán cà phê bí mật của 3 nữ sinh trung học (Phần đầu)" "Jēkē Torio Himitsu no Kafe (Zenpen)" (JKトリオ秘密のカフェ（前編))       | 3 tháng 11 năm 2018  |                           |
| 920 | "Quán cà phê bí mật của 3 nữ sinh trung học (Phần cuối)" "Jēkē Torio Himitsu no Kafe (Kōhen)" (JKトリオ秘密のカフェ（後編）)      | 10 tháng 11 năm 2018 |                           |
| 921 | "Đi chung xe với tên sát nhân" "Satsui no Ainori" (殺意のあいのり)                                                                | 17 tháng 11 năm 2018 |                           |
| 922 | "Đội thám tử nhí mất tích" "Kieta Shōnen Tantei-dan" (消えた少年探偵団)                                                           | 24 tháng 11 năm 2018 |                           |
| 923 | "Một ngày không có Conan" "Conan no Inai Hi" (コナンのいない日)                                                                   | 1 tháng 12 năm 2018  |                           |
| 924 | "Mặt Trời lặn trên cánh đồng cam ngọt" "Mikan-batake ni Hi wa Shizumu" (みかん畑に陽は沈む)                                       | 8 tháng 12 năm 2018  |                           |
| 925 | "Móc điện thoại chân thành (Phần đầu)" "Kokoro no Komotta Sutorappu (Zenpen)" (心のこもったストラップ（前編）)                    | 15 tháng 12 năm 2018 |                           |
| 926 | "Móc điện thoại chân thành (Phần cuối)" "Kokoro no Komotta Sutorappu (Kōhen)" (心のこもったストラップ （後編）)                   | 22 tháng 12 năm 2018 |                           |

### Năm 2019
| #   | Tên tập phim | Ngày phát sóng gốc   | Ngày phát sóng tiếng Việt |
| --- | --- | -------------------- | ------------------------- |
| 927 | "Chuyến đi thực địa màu đỏ thẫm (Chương đỏ tươi)1 tiếng" "Kurenai no Shūgakuryokō (Senkō-hen)" (紅の修学旅行 （鮮紅編）)                               | 5 tháng 1 năm 2019   |                           |
| 928 | "Chuyến đi thực địa màu đỏ thẫm (Chương tình yêu đỏ thẫm)1 tiếng" "Kurenai no Shūgakuryokō (Koikurenai-hen)" (紅の修学旅行（恋紅編）)                  | 12 tháng 1 năm 2019  |                           |
| 929 | "Cô gái nép mình bên khung cửa sổ (Phần đầu)" "Madobe ni Tatazumu Onna (Zenpen)" (窓辺にたたずむ女 (前編))                                             | 2 tháng 2 năm 2019   |                           |
| 930 | "Cô gái nép mình bên khung cửa sổ (Phần cuối)" "Madobe ni Tatazumu Onna (Kōhen)" (窓辺にたたずむ女 (後編))                                             | 9 tháng 2 năm 2019   |                           |
| 931 | "Chuyến đi bí ẩn đến Bắc Kyushu (Chương Kokura)" "Kitakyūshū Hikari to Uminomichi Mystery Tour (Kokura-hen)" (北九州光と海の道ミステリーツア (小倉編)) | 16 tháng 2 năm 2019  |                           |
| 932 | "Chuyến đi bí ẩn đến Bắc Kyushu (Chương Moji)" "Kitakyūshū Hikari to Uminomichi Mystery Tour (Moji-hen)" (北九州光と海の道ミステリーツア (門司編）)    | 23 tháng 2 năm 2019  |                           |
| 933 | "Vụ bắt cóc ngựa thuần chủng (Phần đầu)" "Thoroughbred Yūkai Jiken (Zenpen)" (サラブレッド誘拐事件（前編）)                                            | 9 tháng 3 năm 2019   |                           |
| 934 | "Vụ bắt cóc ngựa thuần chủng (Phần cuối)" "Thoroughbred Yūkai Jiken (Kōhen)" (サラブレッド誘拐事件（後編）)                                            | 16 tháng 3 năm 2019  |                           |
| 935 | "Thầy bói và 3 vị khách" "Uranaishi to 3-ri no Kyaku" (占い師と3人の客)                                                                                | 23 tháng 3 năm 2019  |                           |
| 936 | "Âm mưu trong khu ẩm thực" "Fūdokōto no Inbō" (フードコートの陰謀)                                                                                     | 13 tháng 4 năm 2019  |                           |
| 937 | "Nắm đấm chết người của kẻ khổng lồ Taros (Phần đầu)" "Kyojin Tarosu no Hissatsu Ken (Zenpen)" (巨人タロスの必殺拳（前編）)                            | 20 tháng 4 năm 2019  |                           |
| 938 | "Nắm đấm chết người của kẻ khổng lồ Taros (Phần cuối)" "Kyojin Tarosu no Hissatsu Ken (Kōhen)" (巨人タロスの必殺拳（後編）)                            | 27 tháng 4 năm 2019  |                           |
| 939 | "Chuyến đi tìm hóa thạch nguy hiểm" "Abunai Kaseki Saishū" (危ない化石採集)                                                                            | 4 tháng 5 năm 2019   |                           |
| 940 | "Người yêu biến mất" "Sugata o Keshita Koibito" (姿を消した恋人)                                                                                       | 11 tháng 5 năm 2019  |                           |
| 941 | "Truy tìm Maria (Phần đầu)" ""Maria-chan o Sagase (Zenpen)" (マリアちゃんを探せ（前編）)                                                               | 1 tháng 6 năm 2019   |                           |
| 942 | "Truy tìm Maria (Phần cuối)" "Maria-chan o Sagase (Kōhen)" (マリアちゃんを探せ（後編）)                                                                | 8 tháng 6 năm 2019   |                           |
| 943 | "Bộ sưu tập Tokyo Barls" "Tōkyō Barls Collection" (東京婆ールズコレクション)                                                                           | 15 tháng 6 năm 2019  |                           |
| 944 | "Cái giá của sự yêu thích (Phần đầu)" "Ī ne. No Daishō (zenpen)" (いいね。の代償（前編）)                                                              | 22 tháng 6 năm 2019  |                           |
| 945 | "Cái giá của sự yêu thích (Phần cuối)" "Ī ne. No Daishō (kōhen)" (いいね。の代償（後編）)                                                              | 29 tháng 6 năm 2019  |                           |
| 946 | "Giọt nước mắt bị nguyền rủa của Borgia (Phần đầu)" "Noroi no Hōseki Borgia no Namida (Zenpen)" (呪いの宝石ボルジアの涙（前編）)                       | 13 tháng 7 năm 2019  |                           |
| 947 | "Giọt nước mắt bị nguyền rủa của Borgia (Phần cuối)" "Noroi no Hōseki Borgia no Namida (Kōhen)" (呪いの宝石ボルジアの涙（後編）)                       | 20 tháng 7 năm 2019  |                           |
| 948 | "Người đàn ông bị khủng long nghiền nát" "Kyōryū ni Tsubusa Reta Otoko" (恐竜につぶされた男)                                                           | 27 tháng 7 năm 2019  |                           |
| 949 | "Chương trình radio lắng nghe tâm tư (Phần thách thức)" "Radio o Nayami Sōdan (Chōsen-hen)" (ラジオお悩み相談 (挑戦編))                                | 3 tháng 8 năm 2019   |                           |
| 950 | "Chương trình radio lắng nghe tâm tư (Phần giải mã)" "Radio o Mayami Sōdan (Nazotoki-hen)" (ラジオお悩み相談 (謎解き編))                               | 10 tháng 8 năm 2019  |                           |
| 951 | "Có thể nghe thấy tiếng còi trong tiệm sách cũ 2" "Kiteki no Kikoeru Kosho-ten 2" (汽笛の聞こえる古書店 ２)                                            | 17 tháng 8 năm 2019  |                           |
| 952 | "Mê cung Cocktail (Phần đầu)" "Meikyū Cocktail (Zenpen)" (迷宮カクテル (前編))                                                                         | 31 tháng 8 năm 2019  |                           |
| 953 | "Mê cung Cocktail (Phần giữa)" "Meikyū Cocktail (Chūhen)" (迷宮カクテル(中編))                                                                         | 7 tháng 9 năm 2019   |                           |
| 954 | "Mê cung Cocktail (Phần cuối)" "Meikyū Cocktail (Kōhen)" (迷宮カクテル (後編))                                                                         | 14 tháng 9 năm 2019  |                           |
| 955 | "Bí mật của người côn trùng" "Konchūningen no Himitsu" (昆虫人間のヒミツ)                                                                              | 28 tháng 9 năm 2019  |                           |
| 956 | "Giải mã vụ án buýt đường sông (Phần đầu)" "Nazotoki Minakami Bus (Zenpen)" (謎解き水上バス（前編）)                                                   | 12 tháng 10 năm 2019 |                           |
| 957 | "Giải mã vụ án buýt đường sông (Phần cuối)" "Nazotoki Minakami Bus (Kōhen)" (謎解き水上バス（後編）)                                                   | 19 tháng 10 năm 2019 |                           |
| 958 | "Chú chó lông xù và khẩu súng (Phần đầu)" "Poodle to Sandan Jū (Zenpen)" (プードルと散弾銃(前編))                                                      | 9 tháng 11 năm 2019  |                           |
| 959 | "Chú chó lông xù và khẩu súng (Phần cuối)" "Poodle to Sandan Jū (Kōhen)" (プードルと散弾銃(後編))                                                      | 16 tháng 11 năm 2019 |                           |
| 960 | "Người góa phụ và đội thám tử" "Mibōjin to Tantei-dan" (未亡人と探偵団)                                                                                | 23 tháng 11 năm 2019 |                           |
| 961 | "Vụ án cắm trại kì quái" "Glamping Kai Jiken" (グランピング怪事件)                                                                                     | 30 tháng 11 năm 2019 |                           |
| 962 | "Buổi diễn thuyết của Mouri Kogoro (Phần đầu)" "Mōri Kogorō Dai Kōen-kai (Zenpen)" (毛利小五郎大講演会（前編）)                                        | 7 tháng 12 năm 2019  |                           |
| 963 | "Buổi diễn thuyết của Mouri Kogoro (Phần giữa)" "Mōri Kogorō Dai Kōen-kai (Chūhen)" (毛利小五郎大講演会（中編）)                                       | 14 tháng 12 năm 2019 |                           |
| 964 | "Buổi diễn thuyết của Mouri Kogoro (Phần cuối)" "Mōri Kogorō Dai Kōen-kai (Kōhen)" (毛利小五郎大講演会（後編）)                                        | 21 tháng 12 năm 2019 |                           |

### Năm 2020
| #   | Tên tập phim | Ngày phát sóng gốc   | Ngày phát sóng tiếng Việt |
| --- | --- | -------------------- | ------------------------- |
| 965 | "Quái vật Gomera VS Kamen Yaiba (Mở màn)" "Dai Kaijū Gomera VS Kamen Yaibā (Jo)" (大怪獣ゴメラVS仮面ヤイバー（序）)                            | 4 tháng 1 năm 2020   |                           |
| 966 | "Quái vật Gomera VS Kamen Yaiba (Phần giữa)" "Dai Kaijū Gomera VS Kamen Yaibā (Yabu)" (大怪獣ゴメラVS仮面ヤイバー（破）)                       | 11 tháng 1 năm 2020  |                           |
| 967 | "Quái vật Gomera VS Kamen Yaiba (Đoạn cao trào)" "Dai Kaijū Gomera VS Kamen Yaibā (Kyū)" (大怪獣ゴメラVS仮面ヤイバー（急）)                    | 18 tháng 1 năm 2020  |                           |
| 968 | "Quái vật Gomera VS Kamen Yaiba (Kết thúc)" "Dai Kaijū Gomera VS Kamen Yaibā (Yui)" (大怪獣ゴメラVS仮面ヤイバー（結))                          | 25 tháng 1 năm 2020  |                           |
| 969 | "Chuyến đi bí ẩn của cô gái Kaga (Phần đầu)" "Kaga Reijō Misuterītsuā (Zenpen)" ( 加賀令嬢ミステリーツアー（前編）)                            | 15 tháng 2 năm 2020  |                           |
| 970 | "Chuyến đi bí ẩn của cô gái Kaga (Phần cuối)" "Kaga Reijō Misuterītsuā (Kōhen)" (加賀令嬢ミステリーツアー（後編）)                             | 22 tháng 2 năm 2020  |                           |
| 971 | "Mục tiêu là bộ giao thông của sở cảnh sát Tokyo (Nhất)" "Hyōteki wa Keishichō Kōtsū-bu (Ichi)" (標的は警視庁交通部（一）)                     | 7 tháng 3 năm 2020   |                           |
| 972 | "Mục tiêu là bộ giao thông của sở cảnh sát Tokyo (Nhị)" "Hyōteki wa Keishichō Kōtsū-bu (Ni)" (標的は警視庁交通部（二）)                        | 14 tháng 3 năm 2020  |                           |
| 973 | "Mục tiêu là bộ giao thông của sở cảnh sát Tokyo (Tam)" "Hyōteki wa Keishichō Kōtsū-bu (San)" ( 標的は警視庁交通部（三）)                      | 21 tháng 3 năm 2020  |                           |
| 974 | "Mục tiêu là bộ giao thông của sở cảnh sát Tokyo (Tứ)" "Hyōteki wa Keishichō Kōtsū-bu (Shi)" (標的は警視庁交通部 (四))                         | 28 tháng 3 năm 2020  |                           |
| 975 | "Bí ẩn trong vụ tìm kiếm vợ" "Tsuma Sagashi no Himitsu" (妻探しの秘密)                                                                         | 4 tháng 7 năm 2020   |                           |
| 976 | "Đuổi theo! Thám tử Taxi" "Tsuiseki! Tantei takushī" (追跡！探偵タクシ)                                                                        | 18 tháng 7 năm 2020  |                           |
| 977 | "Bể cá bị hỏng" "Wareta Kingyobachi" (割れた金魚鉢)                                                                                            | 1 tháng 8 năm 2020   |                           |
| 978 | "Vụ án bên bờ đối diện" "Taigan no Jiken" (対岸の事件)                                                                                         | 15 tháng 8 năm 2020  |                           |
| 979 | "Kéo thám tử đi lòng vòng" "Tantei o Hikizurimawasu" (探偵を引きずり回す)                                                                      | 29 tháng 8 năm 2020  |                           |
| 980 | "Khuyến cáo về tội ác hoàn hảo" "Kanzen Hanzai no Susume" (完全犯罪のススメ)                                                                   | 5 tháng 9 năm 2020   |                           |
| 981 | "Chào mừng đến với nhà hàng Bocchan (Phần đầu)" "Atchantei e Yōkoso (Zenpen)" (あっちゃん亭へようこそ (前編))                                  | 19 tháng 9 năm 2020  |                           |
| 982 | "Chào mừng đến với nhà hàng Bocchan (Phần cuối)" "Atchantei e Yōkoso (Kōhen)" (あっちゃん亭へようこそ (後編))                                  | 26 tháng 9 năm 2020  |                           |
| 983 | "Kaitou Kid vs Khổng Minh: Mục tiêu là đôi môi (Phần đầu)" "Kiddo VS Kōmei Nerawa Reta Kuchibiru (Zenpen)" (キッド VS 孔明 狙われた唇（前編）) | 3 tháng 10 năm 2020  |                           |
| 984 | "Kaitou Kid vs Khổng Minh: Mục tiêu là đôi môi (Phần cuối)" "Kiddo VS Kōmei Nerawa Reta Kuchibiru (Kōhen)" (キッド VS 孔明 狙われた唇 (後編))  | 10 tháng 10 năm 2020 |                           |
| 985 | "Hai khuôn mặt (Phần đầu)" "Futatsu no Sugao (Zenpen)" (二つの素顔（前編）)                                                                    | 24 tháng 10 năm 2020 |                           |
| 986 | "Hai khuôn mặt (Phần cuối)" "Futatsu no Sugao (Kōhen)" (二つの素顔 (後編))                                                                     | 31 tháng 10 năm 2020 |                           |
| 987 | "Buổi tiệc giải thể công ty" "Kaisha Kaisan Pāti" (会社解散パーティ)                                                                           | 7 tháng 11 năm 2020  |                           |
| 988 | "Những cô gái bất đồng" "Igamiau Otome-tachi" (いがみ合う乙女達)                                                                               | 14 tháng 11 năm 2020 |                           |
| 989 | "Hồ sơ vụ án trong nhật ký hình ảnh của Ayumi" "Ayumi no Enikki Jikenbo" (歩美の絵日記事件簿)                                                  | 5 tháng 12 năm 2020  |                           |
| 990 | "Bi kịch của tự động (Phần đầu)" "Ōtomatikku Higeki (Zenpen)" (オートマティック悲劇（前編）)                                                   | 12 tháng 12 năm 2020 |                           |
| 991 | "Bi kịch của tự động (Phần cuối)" "Ōtomatikku Higeki (Kōhen)" (オートマティック悲劇（後編）)                                                   | 19 tháng 12 năm 2020 |                           |
| 992 | "Vụ án ở quán cà phê Machiya" "Machiya Kafe de no Jiken" (町家カフェでの事件)                                                                  | 26 tháng 12 năm 2020 |                           |

### Năm 2021
| #                                           | Tên tập phim | Ngày phát sóng gốc   | Ngày phát sóng tiếng Việt     |
| ------------------------------------------- | --- | -------------------- | ----------------------------- |
| 993                                         | "Diễn viên thay thế: Makoto Kyogoku (Phần đầu)" "Daiyaku Kyōgoku Makoto (Zenpen)" (代役・京極真（前編）)                                                                       | 9 tháng 1 năm 2021   |                               |
| 994                                         | "Diễn viên thay thế: Makoto Kyogoku (Phần giữa)" "Daiyaku Kyōgoku Makoto (Chūhen)" (代役・京極真（中編）)                                                                      | 16 tháng 1 năm 2021  |                               |
| 995                                         | "Diễn viên thay thế: Makoto Kyogoku (Phần cuối)" "Daiyaku Kyōgoku Makoto (Kōhen)" (代役・京極真（後編）)                                                                       | 23 tháng 1 năm 2021  |                               |
| 996                                         | "Chú chim ưng che giấu tội ác" "Nō Aru Taka wa Tsumi o Kakusu" (能ある鷹は罪を隠す)                                                                                            | 30 tháng 1 năm 2021  |                               |
| 997                                         | "Âm mưu bên trong Làng Nụ Cười" "Sumairu no Sato no Inbō" (スマイルの里の陰謀)                                                                                                 | 13 tháng 2 năm 2021  |                               |
| 998                                         | "Cái chảo chứa đầy thù hận" "Nikushimi no Furaipan" (憎しみのフライパン) | 20 tháng 2 năm 2021  |                               |
| 999                                         | "Lòng tốt gây phiền toái" "Meiwaku na Shinsetsushin" (迷惑な親切心) | 27 tháng 2 năm 2021  |                               |
| 1000                                        | "Vụ án Piano bản Sonata Ánh Trăng (Phần đầu)" "Piano Sonata "Gekkō" Satsujin Jiken (Zenpen)" (ピアノソナタ『月光』殺人事件（前編）)                                            | 6 tháng 3 năm 2021   |                               |
| Tập phim có nội dung được làm lại từ tập 11 | |                      |                               |
| 1001                                        | "Vụ án Piano bản Sonata Ánh Trăng (Phần cuối)" "Piano Sonata "Gekkō" Satsujin Jiken (Kōhen)" (ピアノソナタ『月光』殺人事件（後編）)                                            | 13 tháng 3 năm 2021  |                               |
| Tập phim có nội dung được làm lại từ tập 11 | |                      |                               |
| 1002                                        | "Bí ẩn về thùng rác của trung tâm mua sắm Beika" "Beika Shōtengai Dasuto Misuterī" (米花商店街ダストミステリー)                                                                | 17 tháng 4 năm 2021  |                               |
| 1003                                        | "Trò chơi hoàn hảo với 36 ô (Phần đầu)" "Sanjūroku Masu no Pāfekuto Gēmu (Zenpen)" (36マスの完全犯罪（前編）)                                                                  | 24 tháng 4 năm 2021  |                               |
| 1004                                        | "Trò chơi hoàn hảo với 36 ô (Phần giữa)" "Sanjūroku Masu no Pāfekuto Gēmu (Chūhen)" (36マスの完全犯罪（中編）)                                                                 | 1 tháng 5 năm 2021   |                               |
| 1005                                        | "Trò chơi hoàn hảo với 36 ô (Phần cuối)" "Sanjūroku Masu no Pāfekuto Gēmu (Kōhen)" (36マスの完全犯罪（後編）)                                                                  | 8 tháng 5 năm 2021   |                               |
| 1006                                        | "Kẻ đầu độc là ai?" "Doku o Ireta no wa Dare" (毒を入れたのは誰) | 15 tháng 5 năm 2021  |                               |
| 1007                                        | "Kẻ phục thù (Phần đầu)" "Hikitsugareta Fukushū (Zenpen)" (引き継がれた復讐（前編）)                                                                                           | 5 tháng 6 năm 2021   |                               |
| 1008                                        | "Kẻ phục thù (Phần cuối)" "Hikitsugareta Fukushū (Kōhen)" (引き継がれた復讐（後編）)                                                                                           | 12 tháng 6 năm 2021  |                               |
| 1009                                        | "Vật đánh rơi đánh hơi được vụ án" "Otoshimono wa Jiken no Nioi" (落とし物は事件のにおい)                                                                                      | 19 tháng 6 năm 2021  |                               |
| 1010                                        | "Thần tượng đã tắt nụ cười" "Egao o Keshita Aidoru" (笑顔を消したアイドル) | 26 tháng 6 năm 2021  |                               |
| 1011                                        | "Hái rau dại và cỏ 4 lá (Phần đầu)" "Sansai Gari to Kurōbā (Zenpen)" (山菜狩りとクローバー（前編）)                                                                            | 10 tháng 7 năm 2021  |                               |
| 1012                                        | "Hái rau dại và cỏ 4 lá (Phần cuối)" "Sansai Gari to Kurōbā (Kōhen)" (山菜狩りとクローバー（後編）)                                                                            | 17 tháng 7 năm 2021  |                               |
| 1013                                        | "Người đàn ông lụy tình" "Aishi Sugita Otoko" (愛しすぎた男) | 24 tháng 7 năm 2021  |                               |
| 1014                                        | "Tiểu thuyết gia được gọi là quỷ vương" "Maō to Yobareta Shōsetsuka" (魔王と呼ばれた小説家)                                                                                    | 31 tháng 7 năm 2021  |                               |
| 1015                                        | "Theo dõi" "Harikomi" (張り込み) | 14 tháng 8 năm 2021  |                               |
| 1016                                        | "Vụ án bắn tỉa trên Monorail (Phần đầu)" "Monorēru Sogeki Jiken (Zenpen)" (モノレール狙撃事件（前編）)                                                                         | 28 tháng 8 năm 2021  |                               |
| 1017                                        | "Vụ án bắn tỉa trên Monorail (Phần cuối)" "Monorēru Sogeki Jiken (Kōhen)" (モノレール狙撃事件（後編）)                                                                         | 4 tháng 9 năm 2021   |                               |
| 1018                                        | "Chiếc mâm cổ không thể che giấu (Phần đầu)" "Kottō Bon wa Kakusenai (Zenpen)" (骨董盆は隠せない（前編）)                                                                      | 11 tháng 9 năm 2021  |                               |
| 1019                                        | "Chiếc mâm cổ không thể che giấu (Phần giữa)" "Kottō Bon wa Kakusenai (Chūhen)" (骨董盆は隠せない（中編）)                                                                     | 18 tháng 9 năm 2021  |                               |
| 1020                                        | "Chiếc mâm cổ không thể che giấu (Phần cuối)" "Kottō Bon wa Kakusenai (Kōhen)" (骨董盆は隠せない（後編）)                                                                      | 25 tháng 9 năm 2021  |                               |
| 1021                                        | "Khúc Rondo của những người bạn tồi tệ" "Akuyū-tachi no Rondo" (悪友たちの輪舞)                                                                                                | 2 tháng 10 năm 2021  |                               |
| 1022                                        | "Bảo tàng bị nguyền rủa" "Noroi no Myūjiamu" (呪いのミュージアム) | 9 tháng 10 năm 2021  |                               |
| 1023                                        | "Có thể nghe thấy tiếng còi trong tiệm sách cũ 3" "Kiteki no Kikoeru Kosho-ten Surī" (汽笛の聞こえる古書店3)                                                                   | 16 tháng 10 năm 2021 |                               |
| 1024                                        | "Thư khiêu chiến của Ooka Momiji (Phần đầu)" "Ōoka Momiji no Chōsenjō (Zenpen)" (大岡紅葉の挑戦状（前編）)                                                                     | 30 tháng 10 năm 2021 |                               |
| 1025                                        | "Thư khiêu chiến của Ooka Momiji (Phần cuối)" "Ōoka Momiji no Chōsenjō (Kōhen)" (大岡紅葉の挑戦状（後編）)                                                                     | 6 tháng 11 năm 2021  |                               |
| 1026                                        | "Nhân chứng không thể nói" "Ienai Mokugekisha" (言えない目撃者) | 13 tháng 11 năm 2021 |                               |
| 1027                                        | "Phía bên kia rèm cửa" "Kāten no Mukōgawa" (カーテンの向こう側) | 20 tháng 11 năm 2021 |                               |
| 1028                                        | "Bản Ballad của cô gái yêu bánh" "Kēki o Aisuru On'na no Barādo" (ケーキを愛する女のバラード)                                                                                  | 27 tháng 11 năm 2021 |                               |
| 1029                                        | "Phần học viện cảnh sát - Wild Police Story CASE. Matsuda Jinpei" "Keisatsu Gakkō-hen Wairudo Porīsu Sutōrī Kēsu. Matsuda Jinpei" (警察学校編 Wild Police Story CASE.松田陣平) | 4 tháng 12 năm 2021  | 24 tháng 6 năm 2022 (Vietsub) |
| 1030                                        | "Một năm trống rỗng (Phần đầu)" "Kūhaku no Ichinen (Zenpen)" (空白の一年(前編))                                                                                                | 11 tháng 12 năm 2021 |                               |
| 1031                                        | "Một năm trống rỗng (Phần cuối)" "Kūhaku no Ichinen (Kōhen)" (空白の一年(後編))                                                                                                | 18 tháng 12 năm 2021 |                               |
| 1032                                        | "Người mẫu, Mori Ran" "Moderu, Mōri Ran" (モデル、毛利蘭) | 25 tháng 12 năm 2021 |                               |

### Năm 2022
| #    | Tên tập phim | Ngày phát sóng gốc   | Ngày phát sóng tiếng Việt     |
| ---- | --- | -------------------- | ----------------------------- |
| 1033 | "Bàn cờ Shogi của Danh nhân Taiko (Nước đầu tiên)" "Taikō Meijin no Shōgi-ban (Shote-hen)" (太閤名人の将棋盤（初手編）)                                                                   | 8 tháng 1 năm 2022   |                               |
| 1034 | "Bàn cờ Shogi của Danh nhân Taiko (Diệu kế)" "Taikō Meijin no Shōgi-ban (Myōshu-hen)" (太閤名人の将棋盤（妙手編）)                                                                        | 15 tháng 1 năm 2022  |                               |
| 1035 | "Bàn cờ Shogi của Danh nhân Taiko (Chiếu tướng)" "Taikō Meijin no Shōgi-ban (Ōte-hen)" (太閤名人の将棋盤（王手編）)                                                                       | 22 tháng 1 năm 2022  |                               |
| 1036 | "Hiện tượng Whiteout (Phần đầu)" "Howaito Auto (Zenpen)" (ホワイトアウト（前編）) | 29 tháng 1 năm 2022  |                               |
| 1037 | "Hiện tượng Whiteout (Phần cuối)" "Howaito Auto (Kōhen)" (ホワイトアウト（後編）) | 5 tháng 2 năm 2022   |                               |
| 1038 | "Phần học viện cảnh sát - Wild Police Story CASE. Date Wataru" "Keisatsu Gakkō-hen Wairudo Porīsu Sutōrī Kēsu. Date Wataru" (警察学校編 Wild Police Story CASE.伊達航)                    | 12 tháng 3 năm 2022  | 1 tháng 7 năm 2022 (Vietsub)  |
| 1039 | "Bí ngô Halloween biết bay" "Soratobu Harowin Kabocha" (空飛ぶハロウィンカボチャ) | 16 tháng 4 năm 2022  |                               |
| 1040 | "Hồ sơ vụ án trong nhật ký hình ảnh của Ayumi 2" "Ayumi no Enikki Jikenbo Tsū" (歩美の絵日記事件簿２)                                                                                     | 23 tháng 4 năm 2022  |                               |
| 1041 | "Bằng chứng ngoại phạm không thể nói ra" "Ienai Aribai" (言えないアリバイ) | 30 tháng 4 năm 2022  |                               |
| 1042 | "Phần học viện cảnh sát - Wild Police Story CASE. Hagiwara Kenji" "Keisatsu Gakkō-hen Wairudo Porīsu Sutōrī Kēsu. Hagiwara Kenji" (警察学校編 Wild Police Story CASE.萩原研二)            | 7 tháng 5 năm 2022   | 15 tháng 7 năm 2022 (Vietsub) |
| 1043 | "Mô hình báo thù" "Fukushū no Figyua" (復讐のフィギュア) | 14 tháng 5 năm 2022  |                               |
| 1044 | "Món súp thịt heo ám chỉ cái chết" "Tonjiru wa Inochigake no Aizu" (豚汁は命がけの合図)                                                                                                   | 21 tháng 5 năm 2022  |                               |
| 1045 | "Bữa tiệc sinh nhật bị trời phạt (Phần đầu)" "Tenbatsu Kudaru Tanjō Pātī (Zenpen)" (天罰くだる誕生パーティー（前編）)                                                                     | 4 tháng 6 năm 2022   |                               |
| 1046 | "Bữa tiệc sinh nhật bị trời phạt (Phần cuối)" "Tenbatsu Kudaru Tanjō Pātī (Kōhen)" (天罰くだる誕生パーティー（後編）)                                                                     | 11 tháng 6 năm 2022  |                               |
| 1047 | "Trò chơi chú cừu đỏ đáng sợ (Phần đầu)" "Akai Hitsuji no Bukimina Gēmu (Zenpen)" (赤いヒツジの不気味なゲーム（前編）)                                                                    | 18 tháng 6 năm 2022  |                               |
| 1048 | "Trò chơi chú cừu đỏ đáng sợ (Phần cuối)" "Akai Hitsuji no Bukimina Gēmu (Kōhen)" (赤いヒツジの不気味なゲーム（後編）)                                                                    | 25 tháng 6 năm 2022  |                               |
| 1049 | "Mối đe dọa đối với sự nghiệp cảnh sát của Megure" "Megure, Keiji Jinsei no Kiki" (目暮、刑事人生の危機)                                                                                  | 9 tháng 7 năm 2022   |                               |
| 1050 | "Âm mưu tại biệt thự Morikawa (Phần đầu)" "Morikawa Goten no Inbō (Zenpen)" (森川御殿の陰謀（前編）)                                                                                      | 16 tháng 7 năm 2022  |                               |
| 1051 | "Âm mưu tại biệt thự Morikawa (Phần cuối)" "Morikawa Goten no Inbō (Kōhen)" (森川御殿の陰謀（後編）)                                                                                      | 23 tháng 7 năm 2022  |                               |
| 1052 | "Đội thám tử nhí thách thức lòng can đảm" "Shōnen Tantei-dan no Kan Tameshi" (少年探偵団の肝試し)                                                                                         | 30 tháng 7 năm 2022  |                               |
| 1053 | "Mồi lửa rơi xuống trang trại (Phần đầu)" "Bokujō ni Ochita Hidane (Zenpen)" (牧場に墜ちた火種（前編）)                                                                                   | 6 tháng 8 năm 2022   |                               |
| 1054 | "Mồi lửa rơi xuống trang trại (Phần cuối)" "Bokujō ni Ochita Hidane (Kōhen)" (牧場に墜ちた火種（後編）)                                                                                   | 13 tháng 8 năm 2022  |                               |
| 1055 | "Trở thành hồn ma về phục thù" "Yūrei ni Natte Fukushū o" (幽霊になって復讐を) | 3 tháng 9 năm 2022   |                               |
| 1056 | "Tôi muốn lấy lại người đó" "Ano hito o Torimodoshitai" (あの人を取り戻したい) | 17 tháng 9 năm 2022  |                               |
| 1057 | "Những kẻ tồi tệ" "Warui Yatsura" (わるいやつら) | 24 tháng 9 năm 2022  |                               |
| 1058 | "Người đàn ông ngồi lì ở đồn cảnh sát" "Keisatsu ni Isuwatta Otoko" (警察に居座った男) | 1 tháng 10 năm 2022  |                               |
| 1059 | "Okino Yoko và căn phòng gác mái khoá kín (Phần đầu)" "Okino Yōko to Yaneura no Misshitsu (Zenpen)" (沖野ヨーコと屋根裏の密室(前編))                                                      | 8 tháng 10 năm 2022  |                               |
| 1060 | "Okino Yoko và căn phòng gác mái khoá kín (Phần cuối)" "Okino Yōko to Yaneura no Misshitsu (Kōhen)" (沖野ヨーコと屋根裏の密室(後編))                                                      | 15 tháng 10 năm 2022 |                               |
| 1061 | "Phần học viện cảnh sát - Wild Police Story CASE. Morofushi Hiromitsu" "Keisatsu Gakkō-hen Wairudo Porīsu Sutōrī Kēsu. Morofushi Hiromitsu" (警察学校編 Wild Police Story CASE. 諸伏景光) | 29 tháng 10 năm 2022 | 9 tháng 11 năm 2022 (Vietsub) |
| 1062 | "Mưa và vòng xoắn ốc ác ý" "Ame to Akui no Supairaru" (雨と悪意のスパイラル) | 5 tháng 11 năm 2022  |                               |
| 1063 | "Thẩm định viên về gà con bị nhắm làm mục tiêu" "Nerawa Reta Hiyoko Kantei-shi" (狙われたひよこ鑑定士)                                                                                    | 12 tháng 11 năm 2022 |                               |
| 1064 | "Quý bà mộng mơ, tình yêu cuối cùng" "Yumemiru Kifujin, Saigo no Koi" (夢見る貴婦人、最後の恋)                                                                                            | 19 tháng 11 năm 2022 |                               |
| 1065 | "Thám tử không ngủ" "Tantei wa Nemuranai" (探偵は眠らない) | 26 tháng 11 năm 2022 |                               |
| 1066 | "Cho đến khi cái chết chia lìa hai ta" "Shi ga Futari o Wakatsu Made" (死が二人を分かつまで)                                                                                              | 3 tháng 12 năm 2022  |                               |
| 1067 | "Phố mua sắm tình yêu" "Koisuru Shōten Machi" (恋する商店街) | 24 tháng 12 năm 2022 |                               |

### Năm 2023
| #    | Tên tập phim | Ngày phát sóng gốc   | Ngày phát sóng tiếng Việt |
| ---- | --- | -------------------- | ------------------------- |
| 1068 | "Sổ tay thám tử của Tsuburaya Mitsuhiko" "Tsuburaya Mitsuhiko no Tantei Nōto" (円谷光彦の探偵ノート)                                                                             | 7 tháng 1 năm 2023   |                           |
| 1069 | "Giọng nói ngọt ngào qua điện thoại" "Juwaki Goshi no Suīto Boisu" (受話器ごしのスウィートボイス)                                                                                | 14 tháng 1 năm 2023  |                           |
| 1070 | "Sự bất ngờ là khởi đầu của bi kịch" "Sapuraizu wa Higeki no Hajimari" (サプライズは悲劇のはじまり)                                                                              | 21 tháng 1 năm 2023  |                           |
| 1071 | "Show suy luận của Kudo Yusaku (Phần đầu)" "Kudō Yūsaku no Suiri Shō (Zenpen)" (工藤優作の推理ショー（前編）)                                                                    | 28 tháng 1 năm 2023  |                           |
| 1072 | "Show suy luận của Kudo Yusaku (Phần cuối)" "Kudō Yūsaku no Suiri Shō (Kōhen)" (工藤優作の推理ショー（後編）)                                                                    | 4 tháng 2 năm 2023   |                           |
| 1073 | "Cuộc truy đuổi kẻ giật túi của đội thám tử" "Tantei-dan no Hittakuri dai Tsuiseki" (探偵団の引ったくり大追跡)                                                                   | 11 tháng 2 năm 2023  |                           |
| 1074 | "Chuyến tham quan bí ẩn - Cuộc đối đầu Tecchiri (Phần Mojiko và Kokura)" "Tetchiri Taiketsu Misuterī Tsuā (Monjikō Kokura-hen)" (てっちり対決ミステリーツアー（門司港・小倉編）) | 18 tháng 2 năm 2023  |                           |
| 1075 | "Chuyến tham quan bí ẩn - Cuộc đối đầu Tecchiri (Phần Shimonoseki)" "Tetchiri Taiketsu Misuterī Tsuā (Shimonoseki-hen)" (てっちり対決ミステリーツアー（下関編）)                 | 25 tháng 2 năm 2023  |                           |
| 1076 | "Kế hoạch bí mật của vị giám đốc tài năng" "Karisuma Shachō no Gokuhi Keikaku" (カリスマ社長の極秘計画)                                                                          | 4 tháng 3 năm 2023   |                           |
| R133 | "Phần học viện cảnh sát - Wild Police Story CASE. Furuya Rei" "Keisatsu Gakkō-hen Wairudo Porīsu Sutōrī Kēsu. Furuya Rei" (警察学校編 Wild Police Story CASE. 降谷零)            | 11 tháng 3 năm 2023  |                           |
| 1077 | "Mưu lược của Tổ chức Áo đen (Săn lùng)" "Kuro Zukume no Bōryaku (Kari)" (黒ずくめの謀略（狩り）)                                                                                | 25 tháng 3 năm 2023  |                           |
| 1078 | "Mưu lược của Tổ chức Áo đen (Đổ bộ)" "Kuro Zukume no Bōryaku (Jōriku)" (黒ずくめの謀略（上陸）)                                                                                 | 1 tháng 4 năm 2023   |                           |
| 1079 | "Mưu lược của Tổ chức Áo đen (Danh tính)" "Kuro Zukume no Bōryaku (Shōtai)" (黒ずくめの謀略（正体）)                                                                             | 8 tháng 4 năm 2023   |                           |
| 1080 | "Chiếc Camera nhắm vào Haibara" "Haibara o Nerau Kamera" (灰原を狙うカメラ) | 15 tháng 4 năm 2023  |                           |
| 1081 | "Chú chó cưng Pan là một chú chó ngoan" "Aiken Pan-kun wa Orikō-san" (愛犬パン君はおりこうさん)                                                                                  | 22 tháng 4 năm 2023  |                           |
| 1082 | "Con hẻm phản bội đau buồn" "Kanashimi no Uragiri Yokochō" (哀しみの裏切り横丁)                                                                                                  | 29 tháng 4 năm 2023  |                           |
| 1083 | "Hậu trường trận đấu J.League quyết định" "J Rīgu Kessen no Butaiura" (Jリーグ決戦の舞台裏)                                                                                      | 13 tháng 5 năm 2023  |                           |
| 1084 | "Những người đàn ông lạnh lùng" "Hie Kitta Otokotachi" (冷え切った男達) | 20 tháng 5 năm 2023  |                           |
| 1085 | "Buổi cầu duyên không may (Phần đầu)" "Fukitsuna Enmusubi (Zenpen)" (不吉な縁結び（前編）)                                                                                       | 3 tháng 6 năm 2023   |                           |
| 1086 | "Buổi cầu duyên không may (Phần cuối)" "Fukitsuna Enmusubi (Kōhen)" (不吉な縁結び（後編）)                                                                                       | 10 tháng 6 năm 2023  |                           |
| 1087 | "Hồ sơ vụ án trong nhật ký hình ảnh của Ayumi 3" "Ayumi no Enikki Jikenbo Surī" (歩美の絵日記事件簿3)                                                                            | 17 tháng 6 năm 2023  |                           |
| 1088 | "Nạn nhân bất hạnh và đáng ngờ" "Fūn de Fushin'na Higaisha" (不運で不審な被害者)                                                                                                 | 24 tháng 6 năm 2023  |                           |
| 1089 | "Thiên tài nhà hàng" "Tensai Resutoran" (天才レストラン) | 8 tháng 7 năm 2023   |                           |
| 1090 | "Hung thủ biến mất vào thị trấn ngủ quên" "Nemureru Machi ni Kieta Hannin" (眠れる街に消えた犯人)                                                                                | 15 tháng 7 năm 2023  |                           |
| 1091 | "Bí mật ngày của các cô gái" "Onagokai Misuterī" (女子会ミステリー) | 22 tháng 7 năm 2023  |                           |
| 1092 | "Theo dõi 2" "Harikomi Tsū" (張り込み２) | 29 tháng 7 năm 2023  |                           |
| 1093 | "Chiếc hộp thời gian của Miyano Akemi (Phần đầu)" "Miyano Akemi no Taimu Kapuseru (Zenpen)" (宮野明美のタイムカプセル（前編）)                                                   | 5 tháng 8 năm 2023   |                           |
| 1094 | "Chiếc hộp thời gian của Miyano Akemi (Phần cuối)" "Miyano Akemi no Taimu Kapuseru (Kōhen)" (宮野明美のタイムカプセル（後編）)                                                   | 12 tháng 8 năm 2023  |                           |
| 1095 | "Giấc mơ của người đàn ông mất tích" "Kieta Otoko no Yume" (消えた男の夢) | 2 tháng 9 năm 2023   |                           |
| 1096 | "Sổ tay thám tử của Tsuburaya Mitsuhiko 2" "Tsuburaya Mitsuhiko no Tantei Nōto Tsū" (円谷光彦の探偵ノート２)                                                                     | 9 tháng 9 năm 2023   |                           |
| 1097 | "Tôi đã làm chuyện đó sao?" "Watashi ga Yarimashita ka?" (私がやりましたか？) | 16 tháng 9 năm 2023  |                           |
| 1098 | "Nữ thần gió: Hagiwara Chihaya (Phần đầu)" "Kaze no Megami · Hagiwara Chihaya (Zenpen)" (風の女神・萩原千速（前編）)                                                             | 23 tháng 9 năm 2023  |                           |
| 1099 | "Nữ thần gió: Hagiwara Chihaya (Phần cuối)" "Kaze no Megami · Hagiwara Chihaya (Kōhen)" (風の女神・萩原千速（後編）)                                                             | 30 tháng 9 năm 2023  |                           |
| 1100 | "20 triệu yên rắc rối" "Giwaku no 2000 Man-en" (疑惑の２０００万円) | 14 tháng 10 năm 2023 |                           |
| 1101 | "Niềm kiêu hãnh của người đàn ông bất tử" "Fujimi Otoko no Puraido" (不死身男のプライド)                                                                                         | 21 tháng 10 năm 2023 |                           |
| 1102 | "Nghệ thuật Akabeko và 3 người đàn ông may mắn" "Akabeko to 3-ri no Fukuotoko" (赤べこと３人の福男)                                                                              | 4 tháng 11 năm 2023  |                           |
| 1103 | "Tiểu thuyết truyện thanh thiếu niên đầy mùi tội lỗi" "Seishun Shōsetsu ni Tsumi no Nioi" (青春小説に罪の匂い)                                                                   | 11 tháng 11 năm 2023 |                           |
| 1104 | "Hung thủ thực sự đang chạy trốn" "Shinhan'nin wa Tōsō-chū" (真犯人は逃走中) | 18 tháng 11 năm 2023 |                           |
| 1105 | "Kid VS. Amuro: Queen's Bang (Phần đầu)" "Kiddo VS Amuro Ōhi no Maegami (Kuīnzu Bangu) (Zenpen)" (キッドＶＳ安室 王妃の前髪（クイーンズ・バング）（前編）)                       | 2 tháng 12 năm 2023  |                           |
| 1106 | "Kid VS. Amuro: Queen's Bang (Phần cuối)" "Kiddo VS Amuro Ōhi no Maegami (Kuīnzu Bangu) (Kōhen)" (キッドＶＳ安室 王妃の前髪（クイーンズ・バング）（後編）)                       | 9 tháng 12 năm 2023  |                           |
| 1107 | "Tôi bị gài bẫy" "Hamerareta no wa Watashi" (ハメられたのは私) | 16 tháng 12 năm 2023 |                           |
| 1108 | "Bí mật ẩn giấu sau những lá bài" "Kādo ni Fusera Reta Himitsu" (カードに伏せられた秘密)                                                                                         | 23 tháng 12 năm 2023 |                           |

### Năm 2024
| #    | Tên tập phim | Ngày phát sóng gốc   | Ngày phát sóng tiếng Việt |
| ---- | --- | -------------------- | ------------------------- |
| 1109 | "Takagi, Date và lời hứa về cuốn sổ tay (Phần đầu)" "Takagi to Date to Techō no Yakusoku (Zenpen)" (高木と伊達と手帳の約束（前編）)       | 6 tháng 1 năm 2024   |                           |
| 1110 | "Takagi, Date và lời hứa về cuốn sổ tay (Phần cuối)" "Takagi to Date to Techō no Yakusoku (Kōhen)" (高木と伊達と手帳の約束（後編）)       | 13 tháng 1 năm 2024  |                           |
| 1111 | "Cỗ máy Rube Goldberg (Phần đầu)" "Rūbu Gōrudobāgu Mashin (Zenpen)" (ルーブ・ゴールドバーグマシン（前編）)                                | 20 tháng 1 năm 2024  |                           |
| 1112 | "Cỗ máy Rube Goldberg (Phần cuối)" "Rūbu Gōrudobāgu Mashin (Kōhen)" (ルーブ・ゴールドバーグマシン（後編）)                                | 27 tháng 1 năm 2024  |                           |
| 1113 | "Bữa tối cuối cùng dành cho bạn" "Rasuto Dinā o Anata ni" (ラスト・ディナーをあなたに)                                                    | 3 tháng 2 năm 2024   |                           |
| 1114 | "Cảm giác bị bắt giữ" "O Sawagasena Rōjō" (お騒がせな籠城)                                                                                | 10 tháng 2 năm 2024  |                           |
| 1115 | "Buổi tiệc xem mắt của Chihaya và Jugo (Phần đầu)" "Chihaya to Jūgo no Kon Katsu Pātī (Zenpen)" (千速と重悟の婚活パーティー（前編）)      | 2 tháng 3 năm 2024   |                           |
| 1116 | "Buổi tiệc xem mắt của Chihaya và Jugo (Phần cuối)" "Chihaya to Jūgo no Kon Katsu Pātī (Kōhen)" (千速と重悟の婚活パーティー（後編）)      | 9 tháng 3 năm 2024   |                           |
| 1117 | "Giáo viên Karate, Mori Ran" "Karate no Sensei, Mōri Ran" (空手の先生、毛利蘭)                                                            | 16 tháng 3 năm 2024  |                           |
| 1118 | "Bí mật ngày của các cô gái 2" "Onagokai Misuterī Tsū" (女子会ミステリー２)                                                               | 23 tháng 3 năm 2024  |                           |
| 1119 | "Buổi họp lớp 4 người" "4-ri Dake no Dōsōkai" (４人だけの同窓会)                                                                          | 6 tháng 4 năm 2024   |                           |
| 1120 | "Bí ẩn kho báu bị thất lạc" "Ushinawareta Otakara Misuterī" (失われたお宝ミステリー)                                                      | 13 tháng 4 năm 2024  |                           |
| 1121 | "Cánh đồng dưa hấu đầy nguy hiểm" "Abuna Sugiru Meron Hata" (あぶなすぎるメロン畑)                                                        | 27 tháng 4 năm 2024  |                           |
| 1122 | "Theo dõi 3" "Harikomi Surī" (張り込み３)                                                                                                 | 4 tháng 5 năm 2024   |                           |
| 1123 | "Thi thể trên đường ranh giới tỉnh Gunma và Nagano (Phần đầu)" "Gunma to Nagano Bōdā no Itai (Zenpen)" (群馬と長野 県境の遺体（前編）)    | 11 tháng 5 năm 2024  |                           |
| 1124 | "Thi thể trên đường ranh giới tỉnh Gunma và Nagano (Phần cuối)" "Gunma to Nagano Bōdā no Itai (Kōhen)" (群馬と長野 県境の遺体（後編）)    | 18 tháng 5 năm 2024  |                           |
| 1125 | "Hồ sơ vụ án trong nhật ký hình ảnh của Ayumi 4" "Ayumi no Enikki Jikenbo Fō" (歩美の絵日記事件簿４)                                      | 1 tháng 6 năm 2024   |                           |
| 1126 | "Thám tử bị phân tâm" "Nobose Agatta Tantei" (逆上せあがった探偵)                                                                         | 8 tháng 6 năm 2024   |                           |
| 1127 | "Phòng thẩm vấn 2" "Torishirabeshitsu Tsū" (ザ・取調室 2)                                                                                 | 15 tháng 6 năm 2024  |                           |
| 1128 | "Conan và Megure, 2 con tin (Phần đầu)" "Konan to Megure 2-ri no Hitojichi (Zenpen)" (コナンと目暮 ２人の人質（前編）)                    | 22 tháng 6 năm 2024  |                           |
| 1129 | "Conan và Megure, 2 con tin (Phần cuối)" "Konan to Megure 2-ri no Hitojichi (Kōhen)" (コナンと目暮 ２人の人質（後編）)                    | 29 tháng 6 năm 2024  |                           |
| 1130 | "Sự nghi ngờ không chung thủy của bộ ba kết hợp (Phần đầu)" "Toripuru Korabo no Uwaki Giwaku (Zenpen)" (トリプルコラボの浮気疑惑（前編）) | 20 tháng 7 năm 2024  |                           |
| 1131 | "Sự nghi ngờ không chung thủy của bộ ba kết hợp (Phần cuối)" "Toripuru Korabo no Uwaki Giwaku (Kōhen)" (トリプルコラボの浮気疑惑（後編）) | 3 tháng 8 năm 2024   |                           |
| 1132 | "Sổ tay thám tử của Tsuburaya Mitsuhiko 3" "Tsuburaya Mitsuhiko no Tantei Nōto Surī" (円谷光彦の探偵ノート３)                             | 17 tháng 8 năm 2024  |                           |
| 1133 | "Người chồng tốt nhất" "Besuto Hazubando" (ベストハズバンド)                                                                              | 24 tháng 8 năm 2024  |                           |
| 1134 | "Thảm họa của người đàn ông tích cực" "Pojitibu Otoko no Sainan" (ポジティブ男の災難)                                                     | 14 tháng 9 năm 2024  |                           |
| 1135 | "Cạm bẫy ngọt ngào của Ooka Momiji (Phần đầu)" "Ōoka Momiji no Amai Wana (Zenpen)" (大岡紅葉の甘い罠（前編）)                             | 21 tháng 9 năm 2024  |                           |
| 1136 | "Cạm bẫy ngọt ngào của Ooka Momiji (Phần cuối)" "Ōoka Momiji no Amai Wana (Kōhen)" (大岡紅葉の甘い罠（後編）)                             | 28 tháng 9 năm 2024  |                           |
| 1137 | "Bí mật về sự thay đổi hương vị của cửa hàng nổi tiếng" "Gyōretsu-ten, Aji hen no Himitsu" (行列店、味変の秘密)                           | 5 tháng 10 năm 2024  |                           |
| 1138 | "Trạm cảnh sát di động" "Ugoku Kōban" (動く交番)                                                                                          | 12 tháng 10 năm 2024 |                           |
| 1139 | "Chị gái bị em trai hư làm phiền" "Ijiwaruna Otōto ni Komaru ane" (意地悪な弟に困る姉)                                                    | 19 tháng 10 năm 2024 |                           |
| 1140 | "Bí mật ngày của các cô gái 3" "Onagokai Misuterī Surī" (女子会ミステリー３)                                                              | 2 tháng 11 năm 2024  |                           |
| 1141 | "Gia đình Mori đi trông nhà" "Orushuban Mōri Ikka" (お留守番毛利一家)                                                                     | 9 tháng 11 năm 2024  |                           |
| 1142 | "Vụ án mạng ở dinh thự Ranpo (Phần đầu)" "Ranpo-tei Satsujin Jiken (Zenpen)" (乱歩邸殺人事件 （前編）)                                    | 16 tháng 11 năm 2024 |                           |
| 1143 | "Vụ án mạng ở dinh thự Ranpo (Phần cuối)" "Ranpo-tei Satsujin Jiken (Kōhen)" (乱歩邸殺人事件（後編）)                                     | 23 tháng 11 năm 2024 |                           |
| 1144 | "Vụ đánh bom liên hoàn ở khách sạn (Phần đầu)" "Hoteru Renzoku Bakuha Jiken (Zenpen)" (ホテル連続爆破事件 （前編）)                       | 7 tháng 12 năm 2024  |                           |
| 1145 | "Vụ đánh bom liên hoàn ở khách sạn (Phần cuối)" "Hoteru Renzoku Bakuha Jiken (Kōhen)" (ホテル連続爆破事件（後編）)                        | 14 tháng 12 năm 2024 |                           |
| 1146 | "Có thể nghe thấy tiếng còi trong tiệm sách cũ 4" "Kiteki no Kikoeru Kosho-ten Fō" (汽笛の聞こえる古書店４)                               | 21 tháng 12 năm 2024 |                           |
| 1147 | "Theo dõi 4" "Harikomi Fō" (張り込み４)                                                                                                   | 28 tháng 12 năm 2024 |                           |

### Năm 2025
| #    | Tên tập phim | Ngày phát sóng gốc  | Ngày phát sóng tiếng Việt |
| ---- | --- | ------------------- | ------------------------- |
| 1148 | "Đội thám tử nhí và 2 thủ lĩnh (Phần đầu)" "Tantei-dan to Futari no Insotsu-sha (Zenpen)" (探偵団と二人の引率者（前編）) | 4 tháng 1 năm 2025  |                           |
| 1149 | "Đội thám tử nhí và 2 thủ lĩnh (Phần cuối)" "Tantei-dan to Futari no Insotsu-sha (Kōhen)" (探偵団と二人の引率者（後編）) | 11 tháng 1 năm 2025 |                           |
| 1150 | "Kaito Kid và Vương Miện Lừa Gạt (Phần đầu)" "Kaitō Kiddo to Ōkan Majikku (Zenpen)" (怪盗キッドと王冠マジック（前編）)   | 18 tháng 1 năm 2025 |                           |
| 1151 | "Kaito Kid và Vương Miện Lừa Gạt (Phần cuối)" "Kaitō Kiddo to Ōkan Majikku (Kōhen)" (怪盗キッドと王冠マジック（後編）)   | 25 tháng 1 năm 2025 |                           |
| 1152 | "Điệu nhảy cuối cùng" "Rasuto Dansu" (ラストダンス)                                                                      | 8 tháng 2 năm 2025  |                           |
| 1153 | "Yamahime của Yakushima (Phần đầu)" "Yakushima no Yamahime (Zenpen)" (屋久島の山姫（前編）)                              | 15 tháng 2 năm 2025 |                           |
| 1154 | "Yamahime của Yakushima (Phần cuối)" "Yakushima no Yamahime (Kōhen)" (屋久島の山姫（後編）)                              | 22 tháng 2 năm 2025 |                           |
| 1155 | "Đuổi theo! Thám tử Taxi 2" "Tsuiseki! Tantei takushī Tsū" (追跡！探偵タクシー２)                                        | 1 tháng 3 năm 2025  |                           |
| 1156 | "Bí ẩn đêm Ishikawa (Phần đầu)" "Ishikawa Yoru Masshi Misuterī (Zenpen)" (石川よるまっしミステリー（前編）)              | 8 tháng 3 năm 2025  |                           |
| 1157 | "Bí ẩn đêm Ishikawa (Phần cuối)" "Ishikawa Yoru Masshi Misuterī (Kōhen)" (石川よるまっしミステリー（後編）)              | 15 tháng 3 năm 2025 |                           |
| 1158 | "Đội thám tử nhí và ngôi nhà cổ trong mơ" "Tantei-dan to Akogareno ko Minka" (探偵団と憧れの古民家)                      | 12 tháng 4 năm 2025 |                           |
| 1159 | "Nơi chốn của sự chia ly" "Sayonara no Yukue" (サヨナラの行方)                                                           | 19 tháng 4 năm 2025 |                           |
| 1160 | "Khi tiếng Shishi-odoshi vang lên" "Shishi Odoshi ga Hibiku Koku (Toki)" (鹿威しが響く刻（トキ）)                        | 26 tháng 4 năm 2025 |                           |
| 1161 | "Dư ảnh của bí mật" "Himitsu no Zanzō" (秘密の残像)                                                                      | 3 tháng 5 năm 2025  |                           |
| 1162 | "Hồ sơ vụ án trong nhật ký hình ảnh của Ayumi 5" "Ayumi no Enikki Jikenbo Faibu" (歩美の絵日記事件簿５)                  | 10 tháng 5 năm 2025 |                           |
| 1163 | "Tiếng hát đếm trong bóng tối" "Yami ni Kikoeru Kazoeuta" (闇に聞こえる数え歌)                                           | 17 tháng 5 năm 2025 |                           |
| 1164 | "Sự thật từ 17 năm trước (Hiệp sĩ nhuốm máu)" "17-nen Mae no Shinsō Chizome no Naito" (17年前の真相 血染めの騎士)        | 7 tháng 6 năm 2025  |                           |
| 1165 | "Sự thật từ 17 năm trước (Ác ma tinh tường)" "17-nen Mae no Shinsō-tachi me no Akuma" (17年前の真相 達眼の悪魔)          | 14 tháng 6 năm 2025 |                           |
| 1166 | "Sự thật từ 17 năm trước (Góc đi xa nhìn thấu)" "17-nen Mae no Shinsō Tōminokaku Gyō" (17年前の真相 遠見の角行)          | 21 tháng 6 năm 2025 |                           |
| 1167 | "Sự thật từ 17 năm trước (Nước cờ của nữ hoàng)" "17-nen Mae no Shinsō Kuīnzu Gyanbitto" (17年前の真相 女王の謀)         | 28 tháng 6 năm 2025 |                           |
| 1168 | "Ghi chép vụ án lươn của Genta" "Genta no Unagi Torimonochō" (元太のうなぎ捕物帳)                                        | 19 tháng 7 năm 2025 |                           |
| 1169 | "Bí ẩn về lớp học ăn thịt người (Phần đầu)" "Hitokui Kyōshitsu no Kai (Zenpen)" (人喰い教室の怪（前編）)                 | 26 tháng 7 năm 2025 |                           |
| 1170 | "Bí ẩn về lớp học ăn thịt người (Phần cuối)" "Hitokui Kyōshitsu no Kai (Kōhen)" (人喰い教室の怪（後編）)                 | 2 tháng 8 năm 2025  |                           |
| 1171 | "Lý do anh ấy trở thành quản gia (Phần đầu)" "Shitsuji ni Natta Riyū (Zenpen)" (執事になった理由（前編）)                | 16 tháng 8 năm 2025 |                           |
| 1172 | "Lý do anh ấy trở thành quản gia (Phần cuối)" "Shitsuji ni Natta Riyū (Kōhen)" (執事になった理由（後編）)                | 23 tháng 8 năm 2025 |                           |

Đây là một danh sách chưa hoàn chỉnh. Bạn có thể giúp Wikipedia .